# Woël
Woël és un municipi francès situat al departament del Mosa i a la regió del Gran Est. L'any 2007 tenia 181 habitants.

## Demografia

### Població
El 2007 la població de fet de Woël era de 181 persones. Hi havia 84 famílies, de les quals 36 eren unipersonals (20 homes vivint sols i 16 dones vivint soles), 20 parelles sense fills, 24 parelles amb fills i 4 famílies monoparentals amb fills.
La població ha evolucionat segons el següent gràfic:
Habitants censats

### Habitatges
El 2007 hi havia 115 habitatges, 86 eren l'habitatge principal de la família, 14 eren segones residències i 15 estaven desocupats. 106 eren cases i 9 eren apartaments. Dels 86 habitatges principals, 70 estaven ocupats pels seus propietaris, 12 estaven llogats i ocupats pels llogaters i 3 estaven cedits a títol gratuït; 2 tenien dues cambres, 10 en tenien tres, 23 en tenien quatre i 50 en tenien cinc o més. 61 habitatges disposaven pel capbaix d'una plaça de pàrquing. A 45 habitatges hi havia un automòbil i a 31 n'hi havia dos o més.

## Economia
El 2007 la població en edat de treballar era de 122 persones, 85 eren actives i 37 eren inactives. De les 85 persones actives 77 estaven ocupades (47 homes i 30 dones) i 8 estaven aturades (2 homes i 6 dones). De les 37 persones inactives 13 estaven jubilades, 9 estaven estudiant i 15 estaven classificades com a «altres inactius».

### Ingressos
El 2009 a Woël hi havia 88 unitats fiscals que integraven 184 persones, la mediana anual d'ingressos fiscals per persona era de 15.436 €.

### Activitats econòmiques
Dels 5 establiments que hi havia el 2007, 1 era d'una empresa de fabricació d'altres productes industrials, 1 d'una empresa de construcció, 1 d'una empresa de comerç i reparació d'automòbils, 1 d'una empresa de serveis i 1 d'una empresa classificada com a «altres activitats de serveis».
Dels 2 establiments de servei als particulars que hi havia el 2009, 1 era una funerària i 1 taller de reparació d'automòbils i de material agrícola.
L'any 2000 a Woël hi havia 10 explotacions agrícoles que ocupaven un total de 576 hectàrees.

## Poblacions més properes
El següent diagrama mostra les poblacions més properes.